# Kontinuasom
Kontinuasom es una película del año 2009.

## Sinopsis
Beti es bailarina del grupo Raiz di Polon en Cabo Verde. Le llega una proposición de Lisboa para integrarse en un espectáculo de música caboverdiana y empezar una carrera allí. Este ofrecimiento desencadena en ella el sentir profundo y el conflicto caboverdiano: la identidad construida por la diáspora desde siglos atrás. Las dudas, la saudade, el desarraigo, planean sobre ella y la acompañan en su toma de decisión. El mismo dilema de todo caboverdiano: el deseo de partir, el deseo de volver…expresado y reunido en torno a la música, seña de identidad de su pueblo.